# Giro del Lussemburgo 1979
Il Giro del Lussemburgo 1979, quarantatreesima edizione della corsa, si svolse dal 6 al 10 giugno su un percorso di 620 km ripartiti in 4 tappe più un cronoprologo, con partenza a Lussemburgo e arrivo a Diekirch. Fu vinto dal lussemburghese Lucien Didier della Renault-Gitane davanti al francese Bernard Hinault e all'olandese Bert Oosterbosch.

## Tappe
| Tappa  | Data      | Percorso                                      | km  | Vincitore di tappa | Leader cl. generale |
| ------ | --------- | --------------------------------------------- | --- | ------------------ | ------------------- |
| Prol.  | 6 giugno  | Lussemburgo > Lussemburgo (cron. individuale) | 1   | Yvon Bertin        | Yvon Bertin         |
| 1ª     | 7 giugno  | Lussemburgo > Grevenmacher                    | 189 | Leo van Vliet      | Bernard Hinault     |
| 2ª     | 8 giugno  | Grevenmacher > Esch-sur-Alzette               | 191 | Yvon Bertin        | Bernard Hinault     |
| 3ª     | 9 giugno  | Esch-sur-Alzette > Echternach                 | 98  | Bernard Hinault    | Bernard Hinault     |
| 4ª     | 10 giugno | Echternach > Diekirch                         | 141 | Lucien Didier      | Lucien Didier       |
| Totale | Totale    | Totale                                        | 620 |                    |                     |

## Dettagli delle tappe

### Prologo
- 6 giugno: Lussemburgo > Lussemburgo (cron. individuale) – 1 km

| Pos. | Corridore         | Squadra    | Tempo |
| ---- | ----------------- | ---------- | ----- |
| 1    | Yvon Bertin       | Renault    | 2'07" |
| 2    | Bert Oosterbosch  | TI-Raleigh | a 4"  |
| 3    | Robert Dill-Bundi |            | s.t.  |

| Pos. | Corridore         | Squadra    | Tempo |
| ---- | ----------------- | ---------- | ----- |
| 1    | Yvon Bertin       | Renault    | 2'07" |
| 2    | Bert Oosterbosch  | TI-Raleigh | a 4"  |
| 3    | Robert Dill-Bundi |            | s.t.  |

### 1ª tappa
- 7 giugno: Lussemburgo > Grevenmacher – 189 km

| Pos. | Corridore          | Squadra    | Tempo    |
| ---- | ------------------ | ---------- | -------- |
| 1    | Leo van Vliet      | TI-Raleigh | 4h58'59" |
| 2    | Jean Vanderstappen | Mini       | s.t.     |
| 3    | Bernard Hinault    | Renault    | s.t.     |

| Pos. | Corridore        | Squadra    | Tempo     |
| ---- | ---------------- | ---------- | --------- |
| 1    | Bernard Hinault  | Renault    | 10h35'02" |
| 2    | Bert Oosterbosch | TI-Raleigh | a 1"      |
| 3    | Leo van Vliet    | TI-Raleigh | a 2"      |

### 2ª tappa
- 8 giugno: Grevenmacher > Esch-sur-Alzette – 191 km

| Pos. | Corridore       | Squadra | Tempo    |
| ---- | --------------- | ------- | -------- |
| 1    | Yvon Bertin     | Renault | 5h33'49" |
| 2    | Bernard Hinault | Renault | s.t.     |
| 3    | Ludo Schurgers  | Mini    | s.t.     |

| Pos. | Corridore        | Squadra    | Tempo    |
| ---- | ---------------- | ---------- | -------- |
| 1    | Bernard Hinault  | Renault    | 5h01'13" |
| 2    | Bert Oosterbosch | TI-Raleigh | a 1"     |
| 3    | Leo van Vliet    | TI-Raleigh | a 2"     |

### 3ª tappa
- 9 giugno: Esch-sur-Alzette > Echternach – 98 km

| Pos. | Corridore           | Squadra    | Tempo    |
| ---- | ------------------- | ---------- | -------- |
| 1    | Bernard Hinault     | Renault    | 2h28'44" |
| 2    | Leo van Vliet       | TI-Raleigh | s.t.     |
| 3    | Szachid Zagretdinov |            | s.t.     |

| Pos. | Corridore        | Squadra    | Tempo    |
| ---- | ---------------- | ---------- | -------- |
| 1    | Bernard Hinault  | Renault    | 7h29'57" |
| 2    | Bert Oosterbosch | TI-Raleigh | a 1"     |
| 3    | Leo van Vliet    | TI-Raleigh | a 2"     |

### 4ª tappa
- 10 giugno: Echternach > Diekirch – 141 km

| Pos. | Corridore      | Squadra  | Tempo    |
| ---- | -------------- | -------- | -------- |
| 1    | Lucien Didier  | Renault  | 4h09'52" |
| 2    | Hendrik Devos  | Flandria | a 2'50"  |
| 3    | Janusz Bieniek |          | s.t.     |

| Pos. | Corridore        | Squadra    | Tempo     |
| ---- | ---------------- | ---------- | --------- |
| 1    | Lucien Didier    | Renault    | 17h16'17" |
| 2    | Bernard Hinault  | Renault    | a 10"     |
| 3    | Bert Oosterbosch | TI-Raleigh | a 12"     |

## Classifiche finali

### Classifica generale
| Pos. | Corridore           | Squadra                     | Tempo     |
| ---- | ------------------- | --------------------------- | --------- |
| 1    | Lucien Didier       | Renault-Gitane              | 17h16'17" |
| 2    | Bernard Hinault     | Renault-Gitane              | a 10"     |
| 3    | Bert Oosterbosch    | Ti-Raleigh-Mc Gregor        | a 12"     |
| 4    | Leo van Vliet       | Ti-Raleigh-Mc Gregor        | a 13"     |
| 5    | Janusz Bieniek      |                             | a 16"     |
| 6    | Alfio Vandi         | Magniflex-Famcucine         | a 18"     |
| 7    | Saïd Gouseinov      |                             | a 19"     |
| 8    | Johan van der Velde | Ti-Raleigh-Mc Gregor        | a 20"     |
| 9    | Jean Vanderstappen  | Mini-Flat-VDB-Pirelli       | a 21"     |
| 10   | Sergio Gerosa       | Sapa Assicurazioni-Frontini | a 24"     |